# دانيال س. سيرل
دانيال س. سيرل (بالإنجليزية: Daniel C. Searle)‏ هو لاعب البولو أمريكي، ولد في 6 مايو 1926 في إيفانستون في الولايات المتحدة، وتوفي في 30 أكتوبر 2007.